# 1456

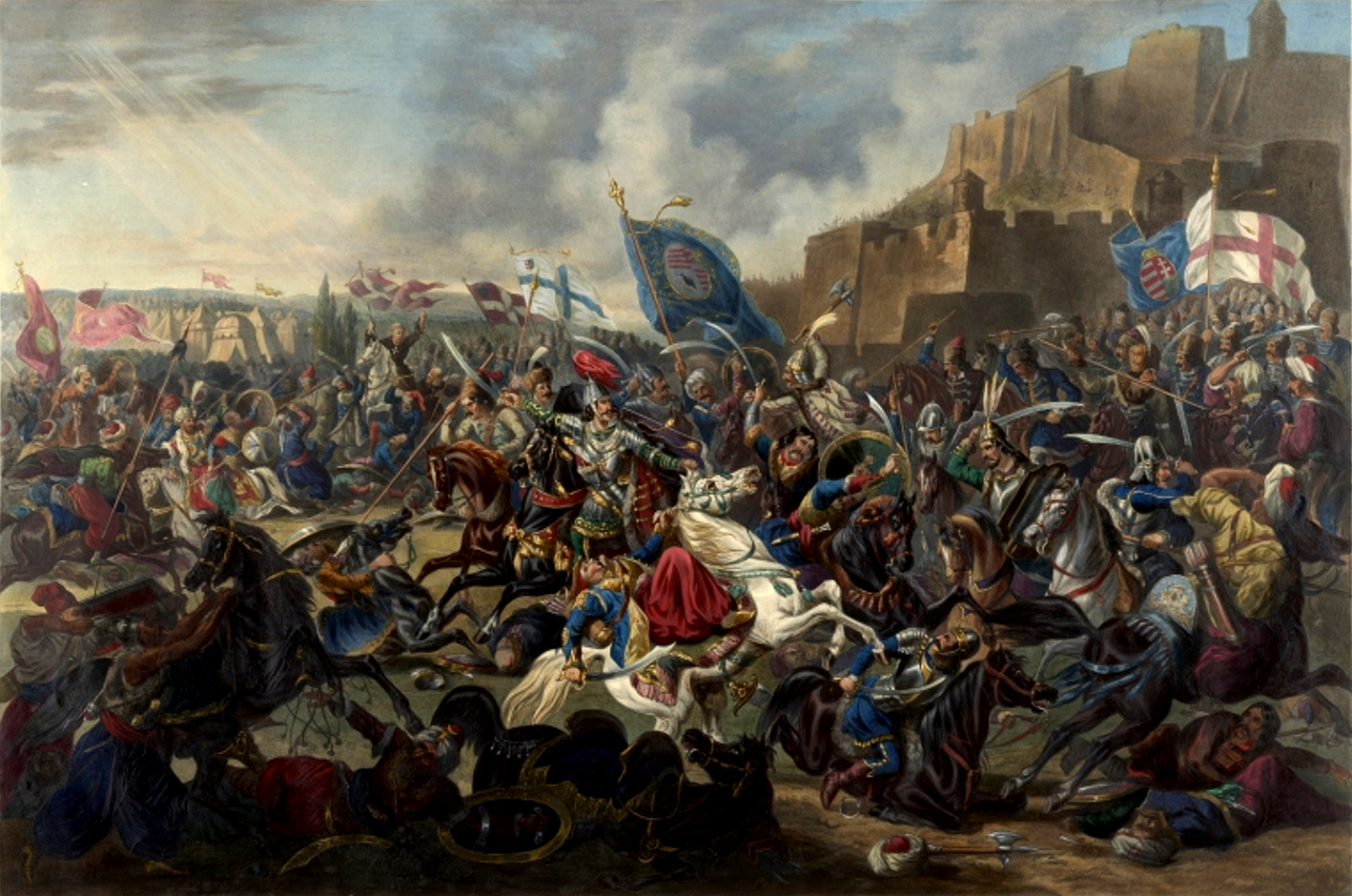
Janos Hunyadi voorkomt dat de Ottomanen Belgrado innemen

Het jaar 1456 is het 56e jaar in de 15e eeuw volgens de christelijke jaartelling.

## Gebeurtenissen
februari
- februari - Verdrag van Jazjelbitsy: Novgorod wordt voor zijn buitenlandse politiek volledig afhankelijk van Moscovië.

april
- 23 - Voor de eerste keer is Diada de Sant Jordi een officiële feestdag in Catalonië.

mei
- 10 (datum acte) - Het Regularissenklooster Jericho in Brussel wordt gesticht.
- 18 - Tweede Slag bij Oronichea: Skanderbeg verslaat een groter Ottomaans leger, geleid door de Albanese overloper Moisi Golemi.

juni
- 29 - In de bul Cum hiis superioribus annis roept paus Callixtus III op tot een kruistocht tegen de Turken.

juli
- 4 tot 22 - Beleg van Belgrado: De Ottomanen onder Mehmed II trachten de versterking Nándorfehérvár (Belgrado) in te nemen, maar worden verslagen door de Hongaren onder Janos Hunyadi. Hiermee mislukt de eerste Ottomaanse poging naar Centraal-Europa door te dringen.
- 7 - Paus Calixtus III draait de veroordeling van Jeanne d'Arc wegens ketterij terug.

augustus
- 14 - Begin van de Utrechtse Oorlog met het Beleg van Deventer. Filips de Goede wil de benoeming van zijn bastaardzoon David van Bourgondië tot bisschop van Utrecht effectueren tegen de zin van de meerderheid van de plaatselijke bevolking en geestelijkheid, die zich achter Gijsbrecht van Brederode hebben geschaard.
- 15 - De 'raad des ghemenen landes Vrieslandt' wordt opgericht, om zich teweer te stellen tegen landsheren buiten het gebied, in het bijzonder Filips de Goede. Slechts enkele jaren later zal het interne conflict tussen Schieringers en Vetkopers echter weer oplaaien.

september
- 15 - Filips de Goede neemt Deventer in.
- 17 In een verdrag legt David van Bourgondië vast dat hij alle Overstichtse steden, zoals Deventer, Zwolle, Kampen en Groningen en de ridderschap erkent in al hun bestaande privileges. De bisschop wordt vervolgens met alle honneurs in de stad ontvangen.

zonder datum
- De Ernst-Moritz-Arndt-Universität in Greifswald wordt gesticht.
- De Vlaamse diamantsnijder Lodewijk van Berken vindt een manier uit om diamant te slijpen door middel van een schijf, olijfolie en diamantpoeder.
- Het graafschap Montechiarugolo wordt afgesplitst van het hertogdom Guastalla.
- Alvise da Cadamosto vaart eindweegs de Gambia op en bereikt de Kaapverdische Eilanden.
- De stadsrechten van Sneek worden officieel vastgelegd.

## Kunst

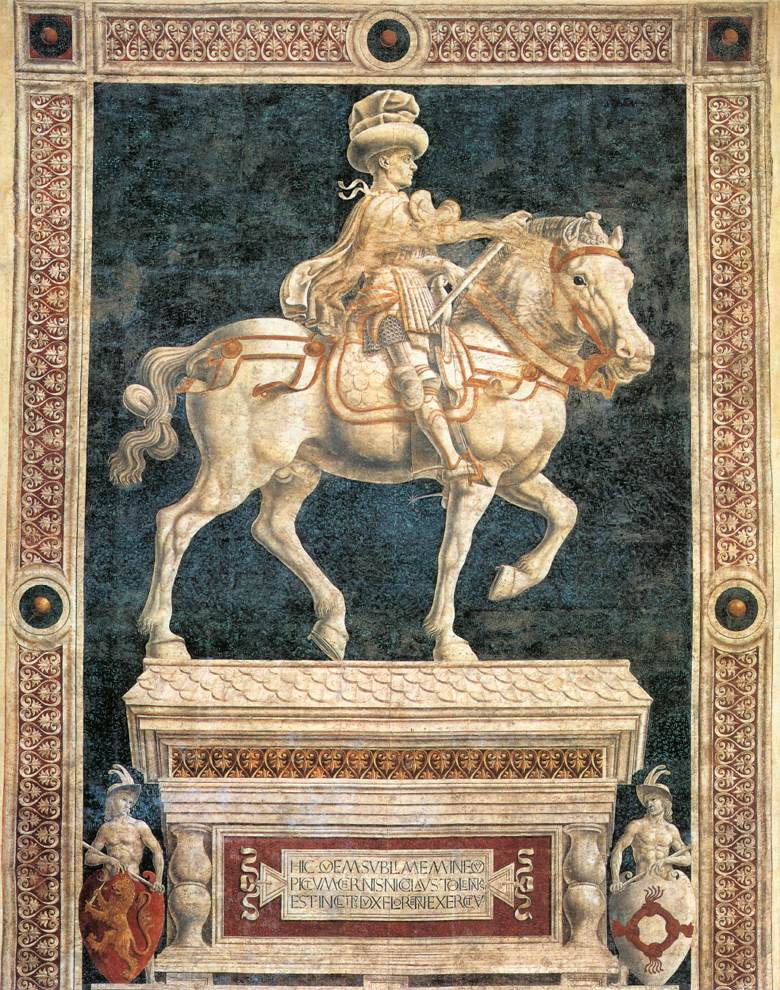
Andrea del Castagno: Monument voor Niccolò da Tolentino
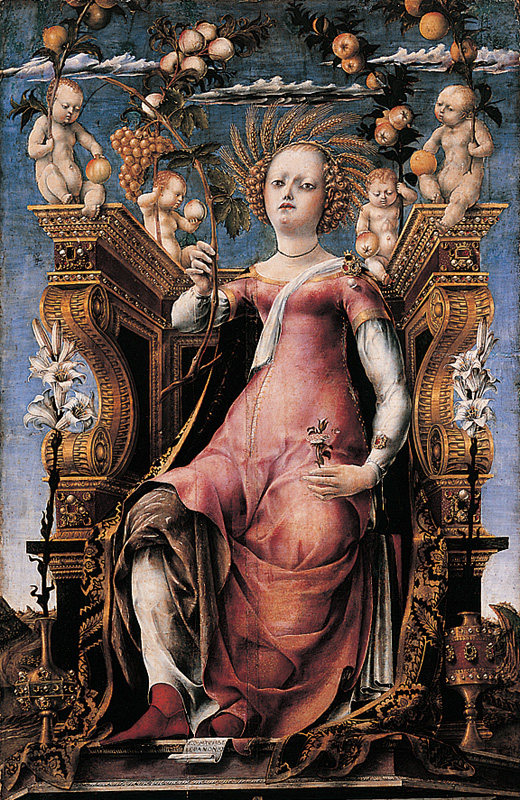
Michele Panolio: De muze Thaleia
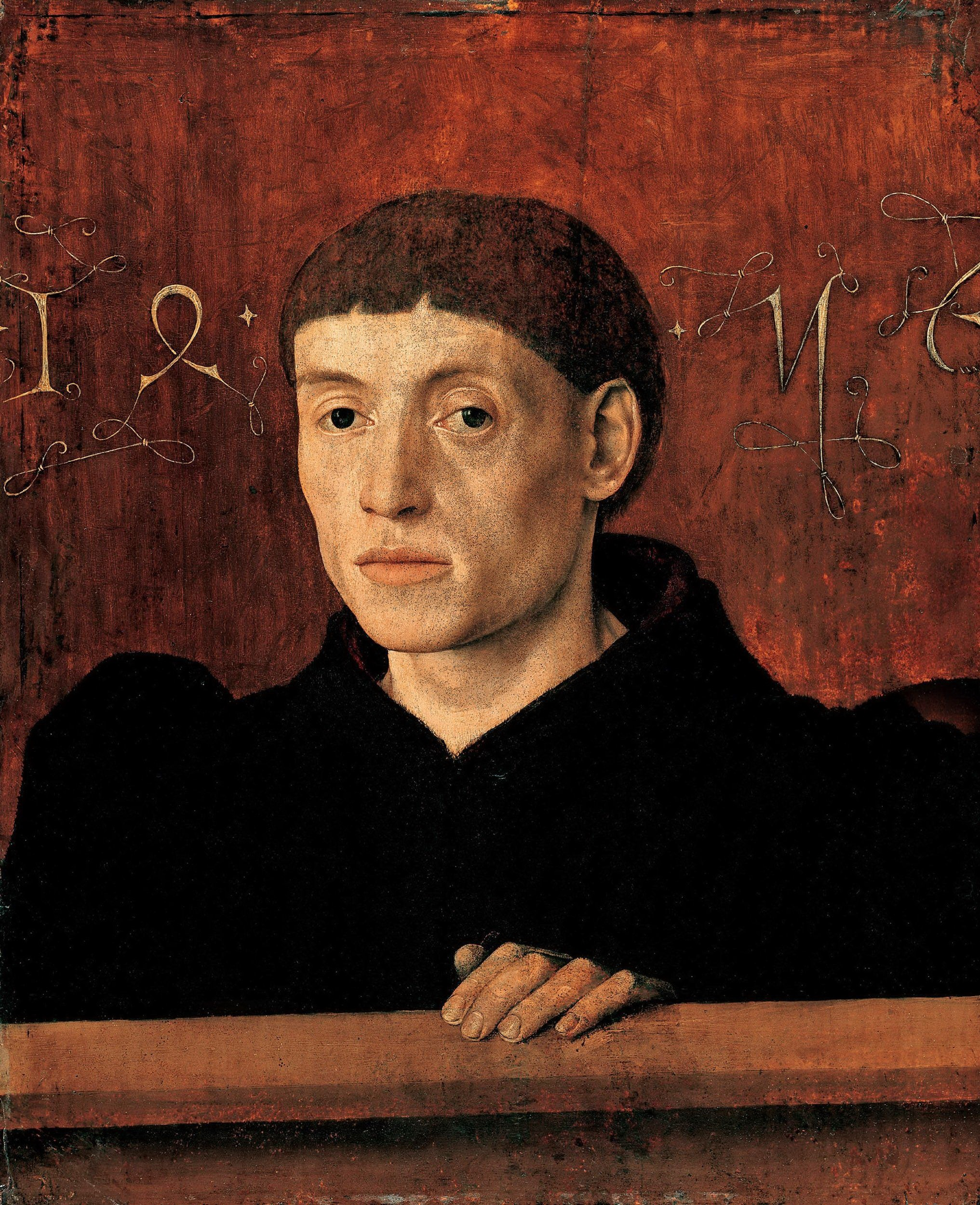
Barthélemy van Eyck: Portret van een man
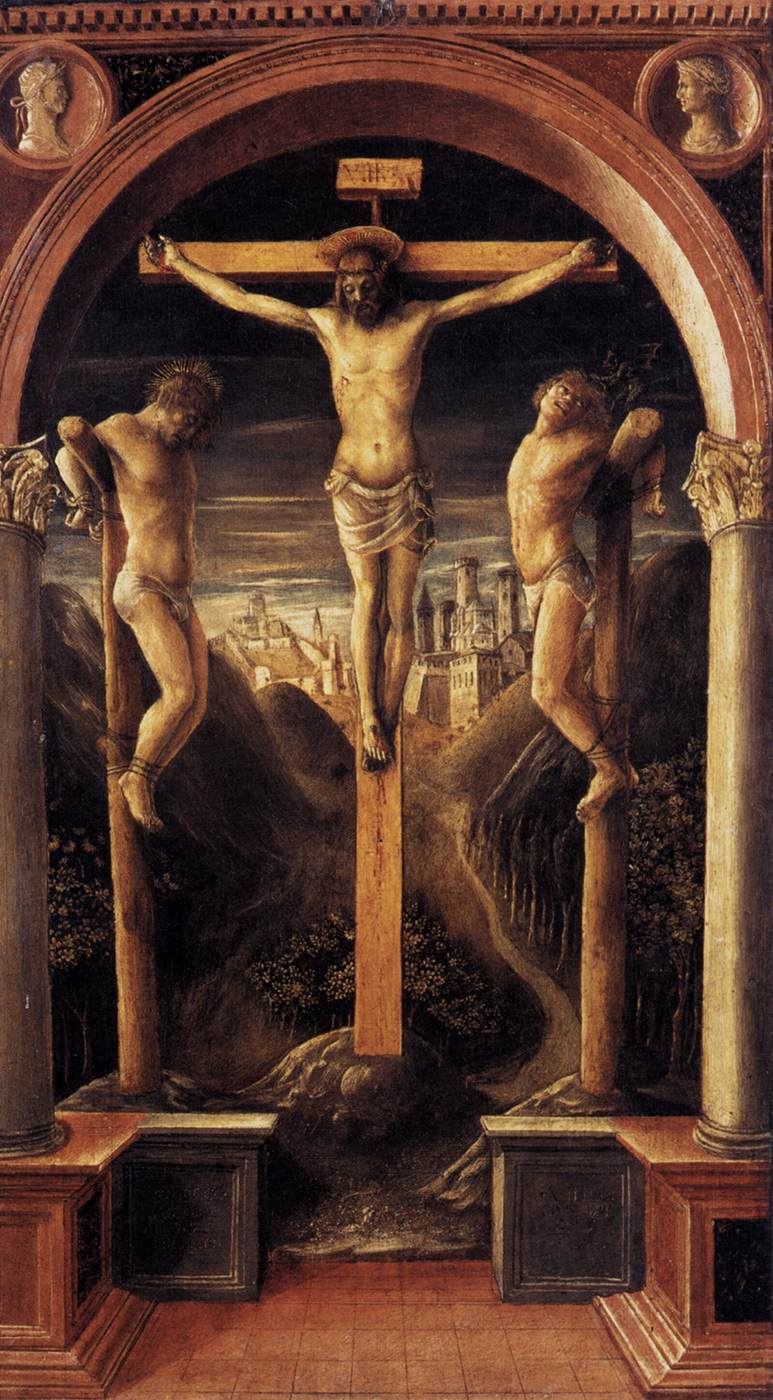
Vincenzo Foppa: De kruisiging

## Opvolging
- Bourbon en Auvergne - Karel I opgevolgd door zijn zoon Jan II
- patriarch van Constantinopel - Gennadius II Scholarius opgevolgd door Isidorius II Xanthopoulos
- Luik - Lodewijk van Bourbon als opvolger van Jan van Heinsberg
- Raška - Đurađ Branković opgevolgd door Lazar Branković
- Utrecht - bisschop-elect Gijsbrecht van Brederode opgevolgd door David van Bourgondië
- Walachije - Vladislav II opgevolgd door Vlad Dracula

## Afbeeldingen

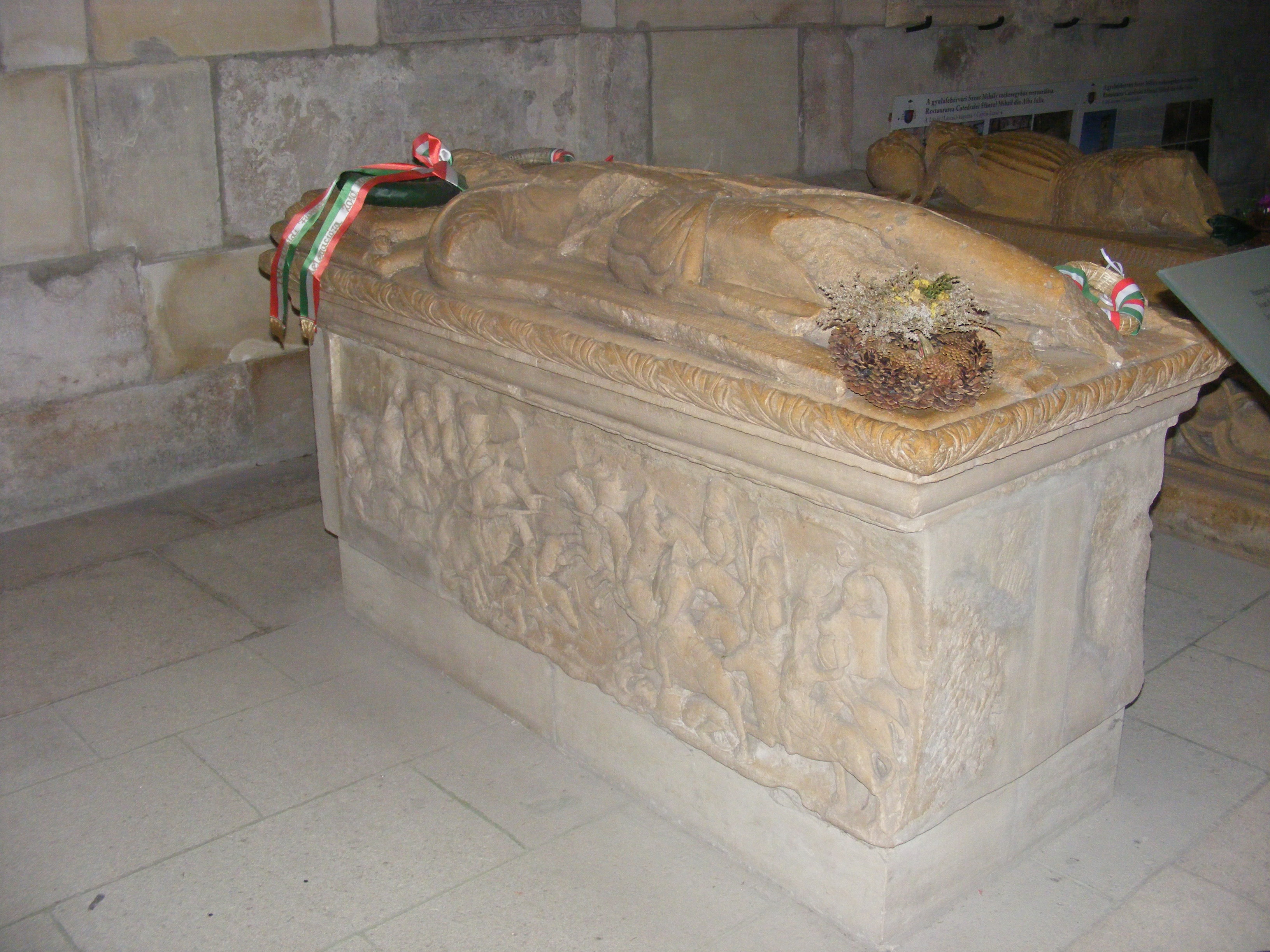
graftombe van Janos Hunyadi
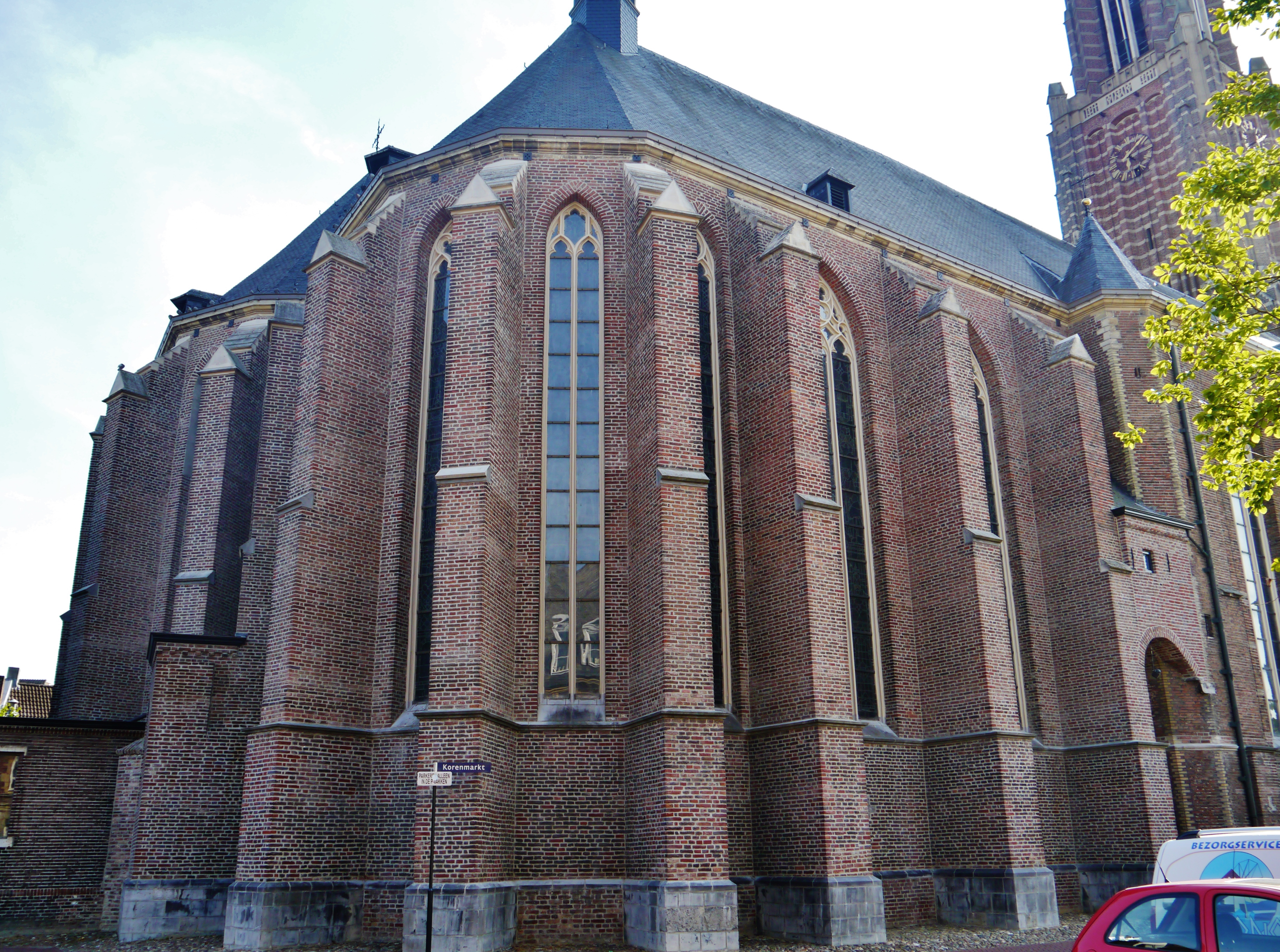
Sint-Martinuskerk, Weert (bouw begonnen 1456)

## Geboren
- 1 maart - Wladislaus II, koning van Bohemen (1471-1516), Hongarije en Kroatië (1490-1516)
- 11 juni - Anne Neville, echtgenote van Richard III van Engeland
- 10 juli - Margaretha van Palts-Zweibrücken, Duits abdis
- 8 september - Bernardino López de Carvajal, Spaans kardinaal en tegenpaus
- 16 oktober - Ludmila van Podiebrad, Boheems-Silezisch edelvrouw
- 7 november - Margaretha van Beieren, Duits edelvrouw
- Sigismund III van Anhalt, Duits edelman
- Juana de Luna, Spaans edelvrouw
- Giovanni Cristoforo Romano, Italiaans beeldhouwer en medaillist
- Afonso I, koning van Kongo (1506-1543) (jaartal bij benadering)

## Overleden
- 17 januari - Isabella van Lotharingen (~58), regentes van Nassau-Weilburg en Saarbrücken, vertaalster
- 1 mei - Hugo van Lannoy (~71), Vlaams-Bourgondisch staatsman
- juli/augustus - Vladislav II, vorst van Walachije (1447-1456)
- 11 augustus - Janos Hunyadi (~49), regent van Hongarije
- 3 oktober - Walraven van Meurs (63), Utrechts geestelijke
- 17 oktober - Nicolas Grenon, Vlaams-Frans componist
- 1 november - Edmund Tudor (26), Engels edelman
- 25 november - Jacques Cœur (~61), Frans koopman
- 4 december - Karel I (~55), hertog van Bourbon en Auvergne
- Floris I van der Dussen, Hollands edelman
- Johanna van Harcourt, Frans edelvrouw